# Heinrich von Treitschke
Heinrich Gotthard von Treitschke (Dresda, 15 settembre 1834 – Berlino, 28 aprile 1896) è stato uno storico tedesco e scrittore politico antisemita.

## Origini
Heinrich von Treitschke proveniva da una famiglia di funzionari ed ufficiali sassoni ed era di fede evangelica. Il padre era il tenente generale Eduard Heinrich von Treitschke, lo zio il giurista Georg Carl Treitschke ed il generale sassone Heinrich Leo von Treitschke era suo cugino. 

## Biografia

### Formazione ed insegnamento
Studiò storia ed economia nazionale all'Università di Bonn (ove nel semestre 1851/52 entrò nella Bonner Burschenschaft Frankonia, una corporazione studentesca che praticava la mensur, a quella di Lipsia, a quella di Tubinga ed a quella di Friburgo in Brisgovia.  Dopo il conseguimento del Dottorato in diritto ed il diploma di abilitazione all'insegnamento (tesi dell'abilitazione:  La Scienza sociale. Una ricerca critica) nel 1858, divenne, nel 1863 divenne professore straordinario di Scienze dello Stato presso l'Università di Friburgo in Brisgovia. Nel 1866 subentrò come professore ordinario nella cattedra di Storia e Politica presso l'Università di Kiel e nel 1867 presso quella di Heidelberg. Nel 1873 venne chiamato a sostituire Leopold von Ranke nella cattedra da questi fino al momento tenuta presso la Università Friedrich-Wilhelms di Berlino.

### Attività in Prussia

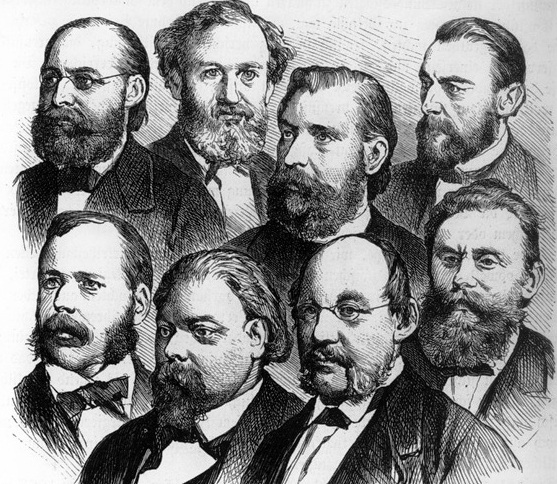
Leader politici del partito Nazionale-Lberale; fila in alto, da sinistra verso destra: Wilhelm Wehrenpfennig, Eduard Lasker, Heinrich von Treitschke, Johannes Miquel – fila in basso, da sinistra verso destra: Franz von Roggenbach, Karl Braun, Rudolf Gneist, Ludwig Bamberger.

Dal 1858 Treitschke fu redattore della rivista Preußische Jahrbücher. In tale veste tenne inizialmente un atteggiamento liberale, fino ad essere cofondatore, dopo la creazione dell'Impero tedesco, del Partito Nazionale-Liberale e sostenne le idee prussiane dello Stato e il cancelliere Otto von Bismarck.
Così egli vide come nemici soprattutto i socialdemocratici e gli ebrei tedeschi, ma anche i fautori liberali della parlamentarizzazione del regno così come i rappresentanti del cosiddetto Movimento del libero pensiero (Freigeist).
Egli venne successivamente cacciato dalla redazione dei Preußische Jahrbücher. Il suo pluriennale collaboratore Hans Delbrück, che dopo la morte di Treitschke gli subentrò nella cattedra, proseguì la direzione degli Jahrbücher.
Nel 1886 Treitschke divenne storiografo ufficiale dello stato prussiano, ma rinunciò alla sua obiettività nella letteratura storica, perseguendo, nel suo lavoro di storico, scopi politici. La sua opera principale, i cinque volumi della Deutsche Geschichte im 19. Jahrhundert (La storia tedesca nel XIX secolo, scritta tra il 1879 e il 1894), si chiude con la Rivoluzione del 1848, legittima la politica prussiana e la sua posizione emergente. Parimenti egli cerca di delegittimare la esistenza delle singole monarchie della Germania meridionale, particolarmente quella della Baviera, mentre stima la sovranità come risultato della politica francese. Treitschke a questo riguardo prese solo vaga conoscenza delle riforme di Montgelas, quando questi sottolineò questa carenza. La sua opera storica si oppone all'ostilità franco-tedesca.
Treitschke esercitò una grande influenza su quelle generazioni di studenti del tempo, che nella fase finale dell'Impero tedesco e persino ancora al tempo della Repubblica di Weimar, formarono il governo e l'amministrazione della Germania. Il duro d'orecchi Treitschke, che teneva le sue lezioni con voce marziale, godeva della più grande ammirazione, specialmente presso le Corporazioni studentesche e le sue lezioni erano spesso affollate oltre misura.

## La teoria di Treitschke

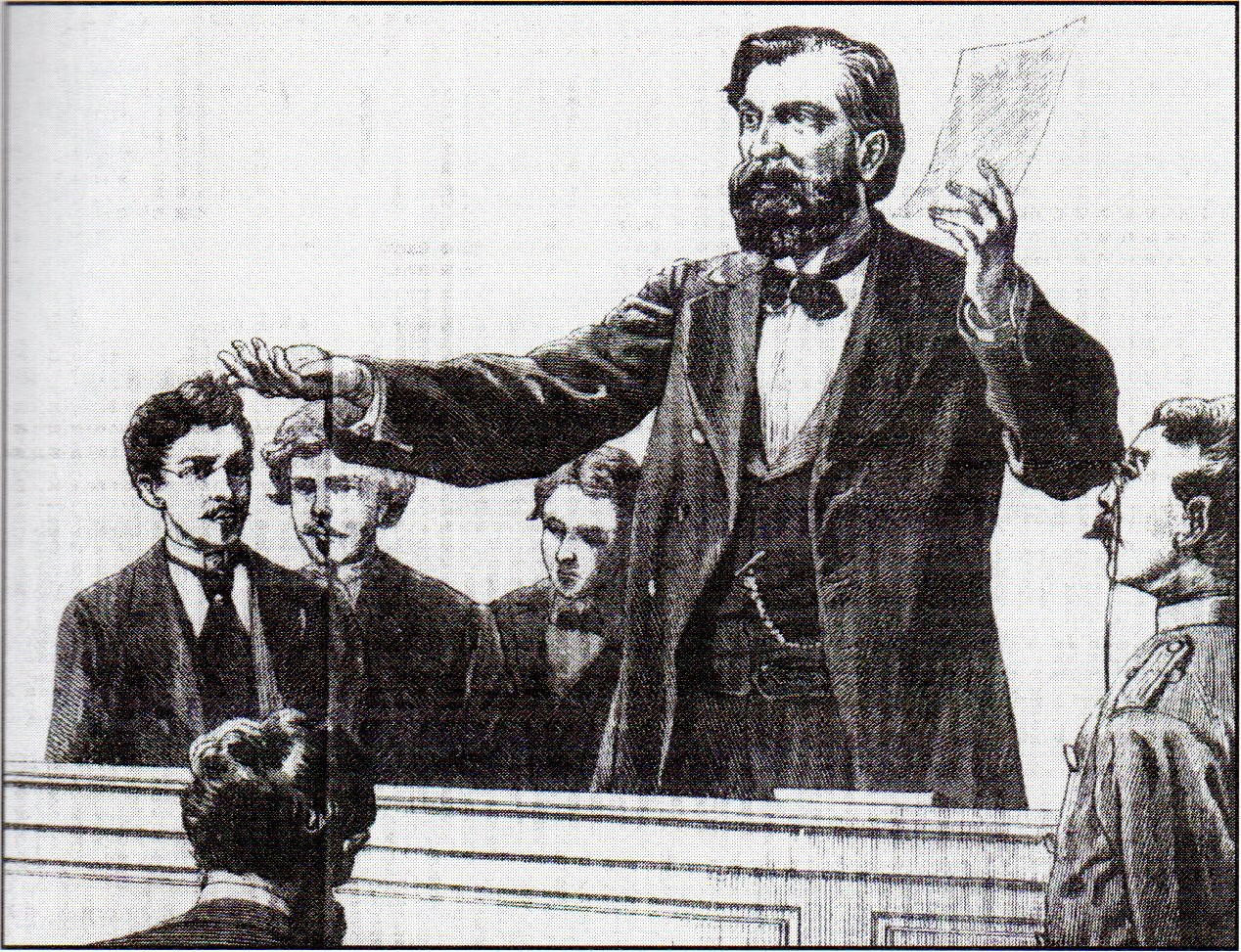
Heinrich von Treitschke tiene lezione - Disegno del 1869 circa

Treitschke è considerato l'anticipatore del culto della potenza germanica che poi vedrà le sue conseguenze con Adolf Hitler.
Egli parte da posizioni antilluministe e antiliberali: gli stati hanno una loro concreta individualità, non sono strutture artificiali, sono fini e non mezzi; hanno una missione da compiere. Il fine di uno Stato può entrare in conflitto con quello di un altro Stato; nel corso degli eventi vi è perciò sempre un clima di guerra latente: questo è un fatto positivo.
Sarebbe un male se ci fosse una pace perpetua, poiché sintomo di debolezza e di egoismo; la guerra è un atto generoso che permette d'instillare nella popolazione un sentimento di appartenenza ad un'unica comunità. La guerra dispone l'umanità al sacrificio e perciò la libera dell'egoismo (non si può badare solo al proprio orticello).
L'eroe di von Treitschke è Bismarck, che attraverso il suo operato politico-militare ha creato qualcosa di concreto. Si può creare qualcosa solo con l'uso della forza, dalla ragione nascono solo astrazioni, non cose concrete. Una di queste astrazioni è il sentimento di nazionalità, ma essa nulla può se non c'è uno stato che le dà concretezza.
Von Treitschke non è avversario della società borghese, fissa, però, dei paletti: vuole che la borghesia si occupi esclusivamente di economia, non interferendo con gli affari dello Stato. La borghesia afferisce alla società civile, ma la supremazia deve aver sede nella società politica. La società civile può portare avanti i suoi affari se non interferisce con gli interessi della nazione.
La finanza internazionale ha a cuore il proprio tornaconto personale, non l'interesse nazionale.
Il governo della cosa pubblica dev'essere compito della classe aristocratica in quanto storicamente portata a questo ruolo; fin dall'infanzia l'aristocratico è preparato a ricoprire il ruolo in questione. Alla superiorità dell'aristocrazia sulla borghesia corrisponde quella del contadino sull'operaio: il contadino è legato ai valori della sua terra, l'operaio è, invece, facile preda della corruzione. È superiore ciò che è autoctono: non certo l'operaio o il borghese, che si distaccano, per ruolo, dalla propria terra e dalle proprie tradizioni.
Von Treitschke sostiene il primato della volontà rispetto all'intelletto: è più importante credere che ragionare, è più importante la concretezza che l'astrazione.
In questo autore emergono forti elementi antisemiti, gli ebrei non appartengono alla società tedesca (questo sentimento non nasce, perciò, con Hitler): «...dovunque è lordura giudaica che insozza la nostra vita, il germano ha il dovere di allontanarsi».
La democrazia, le uguali condizioni portano all'invidia verso chi ce l'ha fatta: ciò porterebbe allo sgretolamento della società; dobbiamo accontentarci del posto che ci ha assegnato la natura.

### In lingua tedesca
- (DE) Hermann von Petersdorff, Treitschke, Heinrich von, in Allgemeine Deutsche Biographie, vol. 55, Lipsia, Duncker & Humblot, 1910,  p. 263–326.
- Ansgar Frenken:  Heinrich Treitschke, Biographisch-Bibliographisches Kirchenlexikon (BBKL), Band 12, Spalte 442–444
- Walter Boehlich (Hrsg.): Der Berliner Antisemitismusstreit. (= Sammlung Insel, Band 6). Insel, Frankfurt am Main 1965.
- Walter Bußmann: Treitschke. Sein Welt- und Geschichtsbild. (= Göttinger Bausteine zur Geschichtswissenschaft, Band 3/4). 2. Auflage. Muster-Schmidt, Göttingen u. a. 1981, ISBN 3-7881-1053-8.
- Holger Hjelholt: Treitschke und Schleswig-Holstein. Der Liberalismus und die Politik Bismarcks in der schleswig-holsteinischen Frage. Oldenbourg, München u. a. 1929.
- Georg Iggers, Heinrich von Treitschke, in Hans-Ulrich Wehler, Deutsche Historiker, Band 2, Vandenhoeck und Ruprecht, Göttingen 1971.
- Hildegard Katsch: Heinrich von Treitschke und die preußisch-deutsche Frage von 1860–1866. Ein Beitrag zur Entwicklung von Treitschkes politischen Anschauungen. (= Historische Bibliothek, Band 40). Oldenbourg, München u. a. 1919.
- Karsten Krieger: Der „Berliner Antisemitismusstreit“ 1879–1881. Eine Kontroverse um die Zugehörigkeit der deutschen Juden zur Nation. Kommentierte Quellenedition. Im Auftrag des Zentrums für Antisemitismusforschung bearbeitet von Karsten Krieger. 2 Teile. K. G. Saur/De Gruyter Saur, München 2004, ISBN 978-3-598-11688-9.
- Ulrich Langer: Heinrich von Treitschke. Politische Biographie eines deutschen Nationalisten. Droste, Düsseldorf 1998, ISBN 3-7700-1093-0.
- Ernst Leipprand: Treitschkes Stellung zu England. Kohlhammer, Stuttgart 1928.
- Ernst Leipprand: Heinrich von Treitschke im deutschen Geistesleben des 19. Jahrhunderts. Kohlhammer, Stuttgart 1935.
- Hans Liebeschütz: Das Judentum im deutschen Geschichtsbild von Hegel bis Max Weber. Mohr, Tübingen 1967.
- Karl Heinz Metz: Grundformen historiographischen Denkens. Wissenschaftsgeschichte als Methodologie. Dargestellt an Ranke, Treitschke und Lamprecht. (= Münchener Universitäts-Schriften; Reihe der Philosophischen Fakultät, Band 21). Fink, München 1979, ISBN 3-7705-1550-1.
- Christof Rolker: Heinrich von Treitschke. Werke und Ausgaben. Universität Konstanz, Konstanz 2001, Volltext Archiviato l'11 marzo 2009 in Internet Archive. (Bibliographie)
- Hans Schleier: Sybel und Treitschke. Antidemokratismus und Militarismus im historisch-politischen Denken grossbourgeoiser Geschichtsideologen. (= Schriften des Instituts für Geschichte/Deutsche Akademie der Wissenschaften zu Berlin; Reihe 1, Allgemeine und deutsche Geschichte, Band 23). Akademie-Verlag, Berlin 1965.
- Guido Wölky: Roscher, Waitz, Blu.ntschli und Treitschke als Politikwissenschaftler. Spätblüte und Untergang eines klassischen Universitätsfaches in der zweiten Hälfte des 19. Jahrhunderts. Dissertation, Universität Bochum 2006. (Volltext)
- Ulrich Wyrwa: Genese und Entfaltung antisemitischer Motive in Heinrich von Treitschkes „Deutscher Geschichte im 19. Jahrhundert“. In: Werner Bergmann/Ulrich Sieg (Hrsg.): Antisemitische Geschichtsbilder. Klartext Verlag, Essen 2009, ISBN 978-3-8375-0114-8 (Antisemitismus: Geschichte und Strukturen. Bd. 5), S. 83–102
- Johannes Zechner: Heinrich von Treitschkes Antisemitismus und die deutsche Geschichtswissenschaft. In: Heinrich-Böll-Stiftung (Hrsg.): Gedächtnispolitik – Eine kritische Zwischenbilanz. Berlin 2003, S. 94–113.

### In lingua italiana
- F. Trocini, Tra Realpolitik e deutsche Freiheit: il bonapartismo francese nelle riflessioni di August Ludwig von Rochau e di Heinrich von Treitschke, in «Rivista Storica Italiana», a. CXXI, I, aprile 2009, pp. 338-387.
- F. Trocini, Tra missione storica e passione politica. Contributo per la biografia intellettuale di Heinrich von Treitschke, in «Quaderno di Storia Contemporanea», 39, 2006, pp. 120-144

### Opere tradotte in italiano
- E. Treitschke, La Francia dal primo Impero al 1871. Bari, Laterza, 1916-17.
- Enrico Treitschke, La Politica, traduzione di Enrico Ruta, Collana Biblioteca di cultura moderna, Bari, Laterza, 1918 (4 voll.).
- Enrico von Treitschke, Cavour, traduzione di G. Cecchini, "La Voce", Firenze, 1921 [1873, trad. Guerrieri Gonzaga, Barbera, Firenze].
- E. Treitschke, Il Congresso di Vienna. Torino, Einaudi, 1943.
- E. Treitschke, La libertà. Torino, 1997.